# 1239 Queteleta
1239 Queteleta је астероид главног астероидног појаса. Приближан пречник астероида је 15,94 ,
а средња удаљеност астероида од Сунца износи 2,660 астрономских јединица (АЈ).
Инклинација (нагиб) орбите у односу на раван еклиптике је 1,662 степени, а орбитални период износи 1585,185 дана (4,340 године). Ексцентрицитет орбите астероида износи 0,233.
Апсолутна магнитуда астероида износи 12,50 а геометријски албедо 0,069.
Астероид је откривен 4. фебруара 1932. године.